# Piseux
Piseux és un municipi francès situat al departament de l'Eure i a la regió de Normandia. L'any 2007 tenia 657 habitants.

## Demografia

### Població
El 2007 la població de fet de Piseux era de 657 persones. Hi havia 248 famílies de les quals 48 eren unipersonals (24 homes vivint sols i 24 dones vivint soles), 92 parelles sense fills, 92 parelles amb fills i 16 famílies monoparentals amb fills.
La població ha evolucionat segons el següent gràfic:
Habitants censats

### Habitatges
El 2007 hi havia 292 habitatges, 253 eren l'habitatge principal de la família, 20 eren segones residències i 19 estaven desocupats. Tots els 292 habitatges eren cases. Dels 253 habitatges principals, 211 estaven ocupats pels seus propietaris, 36 estaven llogats i ocupats pels llogaters i 6 estaven cedits a títol gratuït; 9 tenien dues cambres, 30 en tenien tres, 68 en tenien quatre i 146 en tenien cinc o més. 195 habitatges disposaven pel capbaix d'una plaça de pàrquing. A 103 habitatges hi havia un automòbil i a 133 n'hi havia dos o més.

### Piràmide de població
La piràmide de població per edats i sexe el 2009 era:
| Homes | Edats   | Dones |
| ----- | ------- | ----- |
| 0     | 95 o +  | 4     |
| 0     | 90 a 94 | 4     |
| 4     | 85 a 89 | 0     |
| 4     | 80 a 84 | 12    |
| 4     | 75 a 79 | 8     |
| 20    | 70 a 74 | 4     |
| 8     | 65 a 69 | 20    |
| 20    | 60 a 64 | 20    |
| 12    | 55 a 59 | 24    |
| 24    | 50 a 54 | 16    |
| 20    | 45 a 49 | 20    |
| 12    | 40 a 44 | 16    |
| 20    | 35 a 39 | 16    |
| 24    | 30 a 34 | 16    |
| 24    | 25 a 29 | 12    |
| 4     | 20 a 24 | 0     |
| 16    | 15 a 19 | 8     |
| 20    | 10 a 14 | 4     |
| 16    | 5 a 9   | 8     |
| 16    | 0 a 4   | 16    |

## Economia
El 2007 la població en edat de treballar era de 421 persones, 321 eren actives i 100 eren inactives. De les 321 persones actives 290 estaven ocupades (161 homes i 129 dones) i 31 estaven aturades (11 homes i 20 dones). De les 100 persones inactives 40 estaven jubilades, 30 estaven estudiant i 30 estaven classificades com a «altres inactius».

### Ingressos
El 2009 a Piseux hi havia 247 unitats fiscals que integraven 650,5 persones, la mediana anual d'ingressos fiscals per persona era de 18.347 €.

### Activitats econòmiques
Dels 14 establiments que hi havia el 2007, 1 era d'una empresa extractiva, 2 d'empreses alimentàries, 2 d'empreses de construcció, 1 d'una empresa de comerç i reparació d'automòbils, 1 d'una empresa de transport, 1 d'una empresa financera, 2 d'empreses immobiliàries, 3 d'empreses de serveis i 1 d'una empresa classificada com a «altres activitats de serveis».
Dels 3 establiments de servei als particulars que hi havia el 2009, 1 era un guixaire pintor, 1 lampisteria i 1 perruqueria.
L'any 2000 a Piseux hi havia 20 explotacions agrícoles que ocupaven un total de 2.006 hectàrees.

## Equipaments sanitaris i escolars
El 2009 hi havia una escola elemental.

## Poblacions més properes
El següent diagrama mostra les poblacions més properes.